# St. Paul's Survives
(Daily Mail, 30 dicembre 1940)
St. Paul's Survives (letteralmente San Paolo sopravvive) è una celebre fotografia scattata da Herbert Mason la notte del 29 dicembre 1940, durante la battaglia d'Inghilterra, che raffigura la cattedrale di San Paolo circondata dal fumo degli edifici circostanti in fiamme. L'immagine venne percepita come un messaggio positivo della resistenza del popolo londinese e divenne nota in tutto il mondo; la cattedrale quindi diventò un simbolo della ribellione degli abitanti di Londra e della loro determinazione nel proseguire la guerra contro la Germania nazista.

## Il Blitz su Londra
Il Blitz (o battaglia d'Inghilterra), dal tedesco fulmine, è stata la campagna aerea condotta sul Regno Unito e sull'Irlanda settentrionale dal 7 settembre 1940 al 10 maggio 1941. La città di Londra, insieme ai villaggi limitrofi, fu ripetutamente attaccata dalla Luftwaffe per 57 notti consecutive; si calcola che vi siano stati circa 40.000 vittime e 46.000 feriti.
Una celebre frase pronunciata da Winston Churchill descrive il clima di quel tempo:

## Il secondo grande incendio di Londra
Nella notte tra il 29 e 30 dicembre 1940 ebbe luogo nei cieli di Londra una delle più violente incursioni aeree del conflitto, che prese il nome di secondo grande incendio di Londra. Durante quest'ultimo vennero sganciate più di 100.000 bombe sul centro della città e sulle zone residenziali, come Islington o Putney.
Per proteggersi dai bombardamenti aerei nemici la popolazione londinese adibì a rifugio antiaereo le stazioni della metropolitana di Londra (come lo scalo di Aldwych, oggi chiuso); si calcola che nelle fermate della Tube di Londra quel giorno dormirono più di 140.000 persone.
Quel giorno, comunque, più di 1.500 incendi dominavano la città, provocando una temperatura superiore a 1.000 °C; i muretti in pietra venivano sbriciolati, le travi di ferro venivano contorte e il vetro si scioglieva, mentre il manto stradale andava in fiamme.
Mentre le truppe naziste osservavano la scena dalle coste francesi, 100 miglia (160 934 m) lontane dal Regno Unito, un giornalista americano commentò che durante quel giorno «ebbe inizio il secondo grande incendio londinese».

## Il salvataggio di St. Paul's
Il 29 dicembre 1940 il primo ministro britannico Winston Churchill mandò una comunicazione ai pompieri londinesi dove esplicitò il loro obbligo di salvare la cattedrale di St. Paul's, da Churchill citata come il «capolavoro di Christopher Wren», per salvaguardare il patrimonio artistico della chiesa e per alzare il morale del popolo inglese.
Vi era tuttavia un problema: l'acqua infatti scarseggiava ed era impossibile ricavarla né dalla rete idrica (che venne bombardata) né dal Tamigi, che a causa della bassa marea si stazionò a una quota inusualmente bassa.
Venne quindi istituita la St. Paul's Watch, un'unità composta da numerosi vigili del fuoco che aveva il compito di salvaguardare la cattedrale dalle bombe naziste.
Fu grazie a loro che l'edificio si salvò da una bomba incendiaria: quest'ultima, dopo essersi depositata sul tetto della cattedrale, rotolò precipitando nella Stone Gallery (all'interno della chiesa) per poi essere spenta dai pompieri della St. Paul's Watch che utilizzarono un sacchetto di sabbia.

## La fotografia

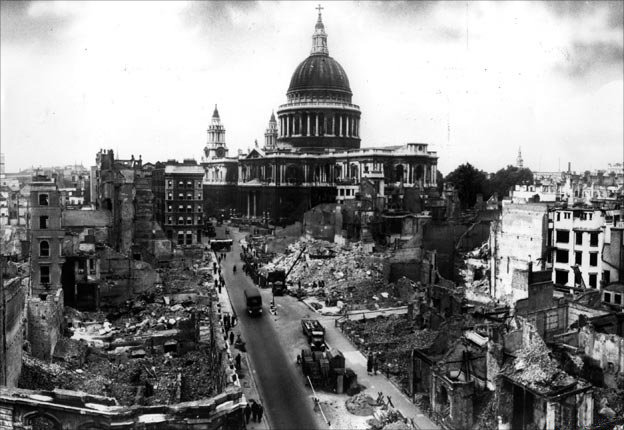
La strada che conduce alla cattedrale la mattina dopo il raid aereo.

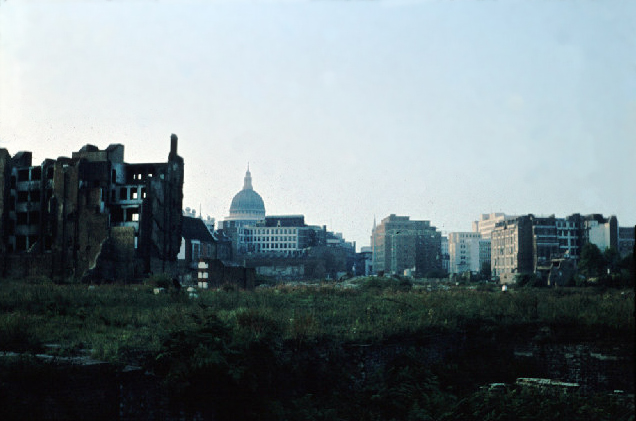
Newgate nel 1959, quattordici anni dopo il conflitto. Mentre la chiesa si erge incolume, gran parte della zona è da ricostruire.

Nel frattempo il fotografo britannico Herbert Mason osservava la Londra bombardata dal tetto del suo ufficio a Carmelite Street. Sulla sommità della Northcliffe House (questo era il nome dell'edificio) Mason ebbe l'idea di fotografare la cattedrale di St. Paul's avvolta dal fumo e quindi prese il suo apparecchio fotografico.
Mason si trovò tuttavia in difficoltà poiché il bagliore e i fumi emanati dagli edifici in fiamme nascondevano la sagoma della cattedrale; quest'ultima venne resa visibile solo grazie a un vento che spazzò via tutta la foschia. Mason quindi fotografò la chiesa.
Il fotografo britannico così commentò qualche anno più tardi:
E lì si ergeva in tutta la sua maestà la cattedrale di St. Paul's, un'immagine di spettrale bellezza che nessun artista poteva ricreare.»
Aggiunse poi: